# Antillophos tsokobuntodis
Espèce
Antillophos tsokobuntodis est une espèce d'escargots de mer, un mollusque gastéropode de la famille des Nassariidae.

## Description
La taille de la coquille d’Antillophos tsokobuntodis atteint généralement 23 mm. 